# Никола Макеларски
Никола Дамянов Макеларски с псевдоним Бецко е югославски партизанин и деец на комунистическата съпротива във Вардарска Македония.

## Биография
Роден е през 1914 година в град Дебър. Завършва основното си образование в Дебър, а през 1938 година завършва строителен техникум в Скопие. По време на служенето си в армията е арестуван заради комунистическа дейност и вкаран в затвора в Ниш. Там се запознава с Орце Николов. След началото на операция Ауфмарш 25 е преместен в немския лагер на Червения кръст. На 12 февруари 1942 година избягва от там и влиза в Нишкия народоосвободителен партизански отряд. По-късно влиза и във Вранския народоосвободителен партизански отряд. След това става заместник-политически комисар на Мишарския НОПО, а после и политически комисар на Озренския НОПО. През есента на 1943 година влиза в Скопския народоосвободителен партизански отряд. През същата година става политически комисар на Дебърския младежки батальон. Заминава на Сремския фронт като командир на първи батальон на Петнадесети корпус на НОВЮ. След пробива на фронта остава в Генералния щаб на НОВЮ в Белград. В периода 1946-1951 година учи в Ленинград във военна академия. До 1964 година работи в Съветската армия като инженер. След като се завръща в Югославска Македония работи в Проектанско бюро на Железопътен завод.
Носител е югославски орден „За храброст“, както и на Партизански възпоменателен медал 1941 година.
Умира на 10 октомври 1980 година в Струга.